# Erzgebirgischer Schwibbogen

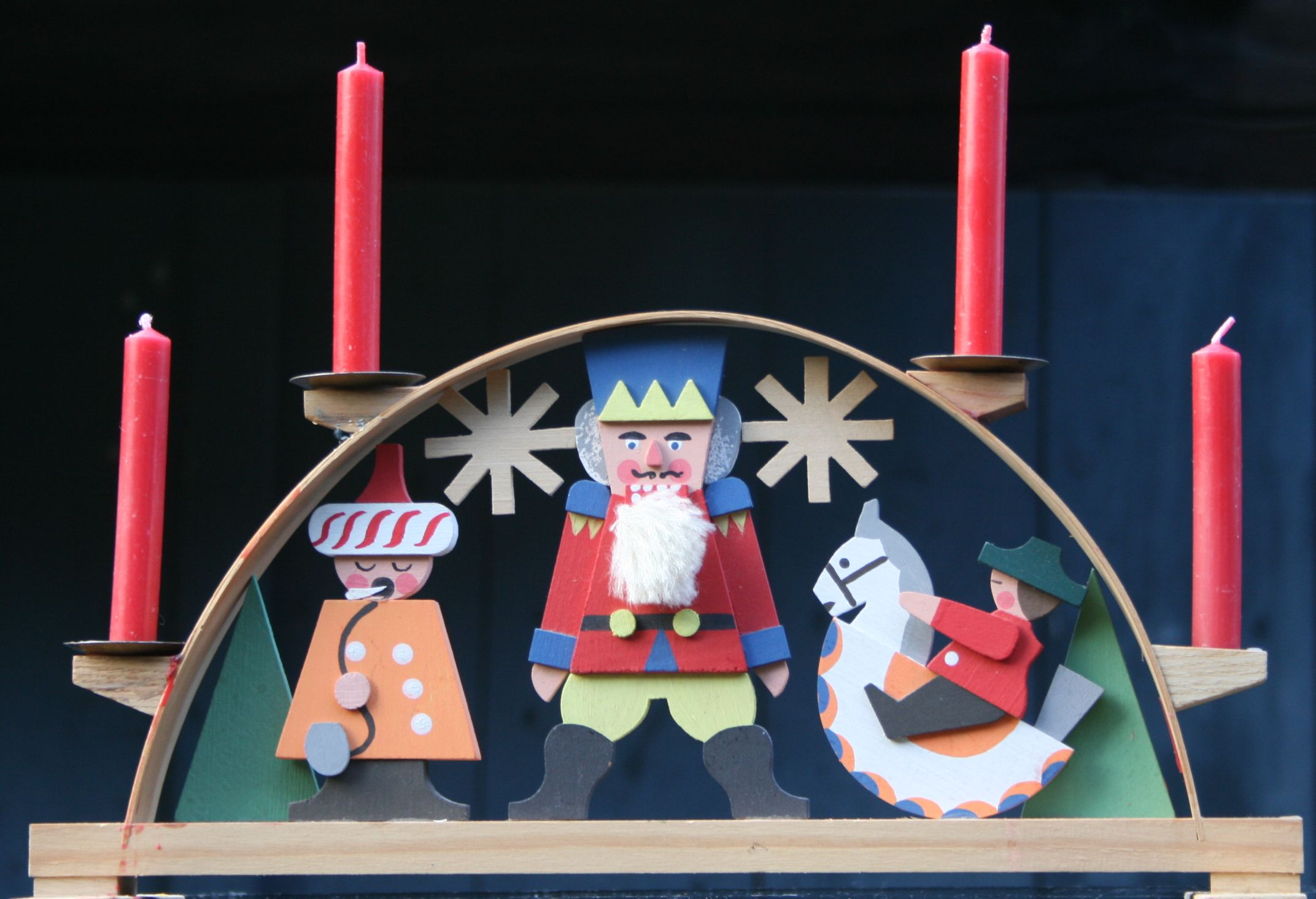
Schwibbogen mit Räuchermann, Nussknacker und Olbernhauer Reiterlein auf einem Sockel

Als Schwibbogen bezeichnet man einen Lichterbogen aus dem Erzgebirge, welcher vor allem der Weihnachtsdekoration dient. Hier sind Schwibbögen ein fester Bestandteil der Erzgebirgischen Volkskunst.

## Name und Geometrie
Der Name leitet sich von seiner Form, der eines Schwebe- oder Strebebogens, ab, die sich in ähnlicher Form in der Architektur wiederfindet. Mit dem Schwibbogen in der Architektur hat aber der erzgebirgische Schwibbogen nur gemeinsam, dass ein Bogen als Gestaltungselement benutzt wird und dass das „Schweben“ nicht wörtlich zu nehmen ist. Schwibbögen als Produkte der Volkskunst stellen geometrisch die Verbindung eines Kreisbogens mit einer waagerecht verlaufenden Sekante dar. Im Körper (seltener auch auf ihm) befinden sich szenische Darstellungen, die von Kerzen beleuchtet werden. Das Kunstwerk wird meistens auf Sockeln aufgestellt. Außenschwibbögen können auch zwischen zwei Mauern „schweben“ (wie ihre Vorbilder in der Architektur; tatsächlich sind Schwibbögen aber keine Mobiles, sondern in letztgenanntem Fall fest mit den Objekten rechts und links von ihnen verbunden).

## Symbolische Bedeutung und Darstellungsabsicht

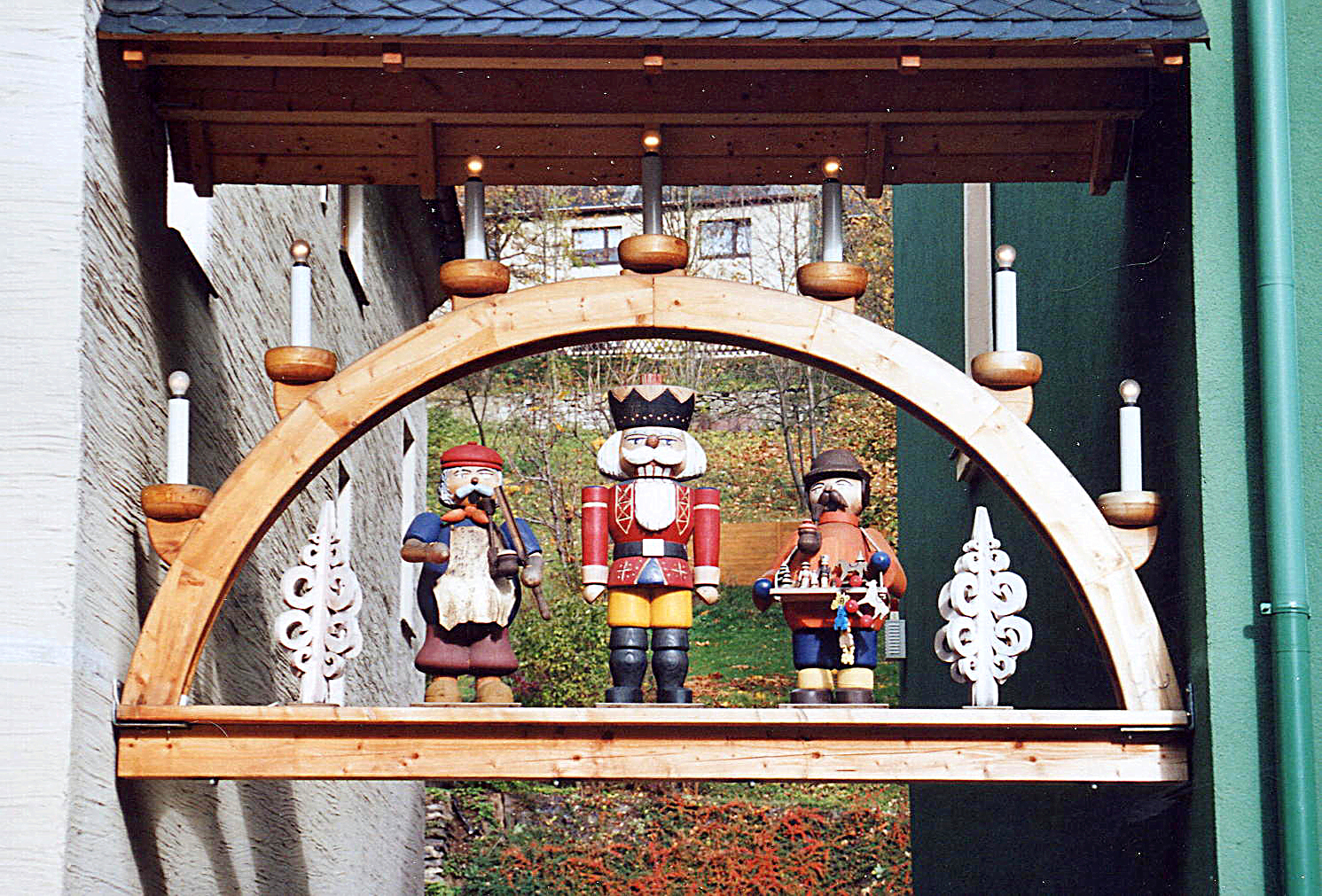
Zwischen zwei Mauern: Scheinbar „schwebende“ Variante eines Schwibbogens mit Nussknacker und Räuchermännern in Seiffen

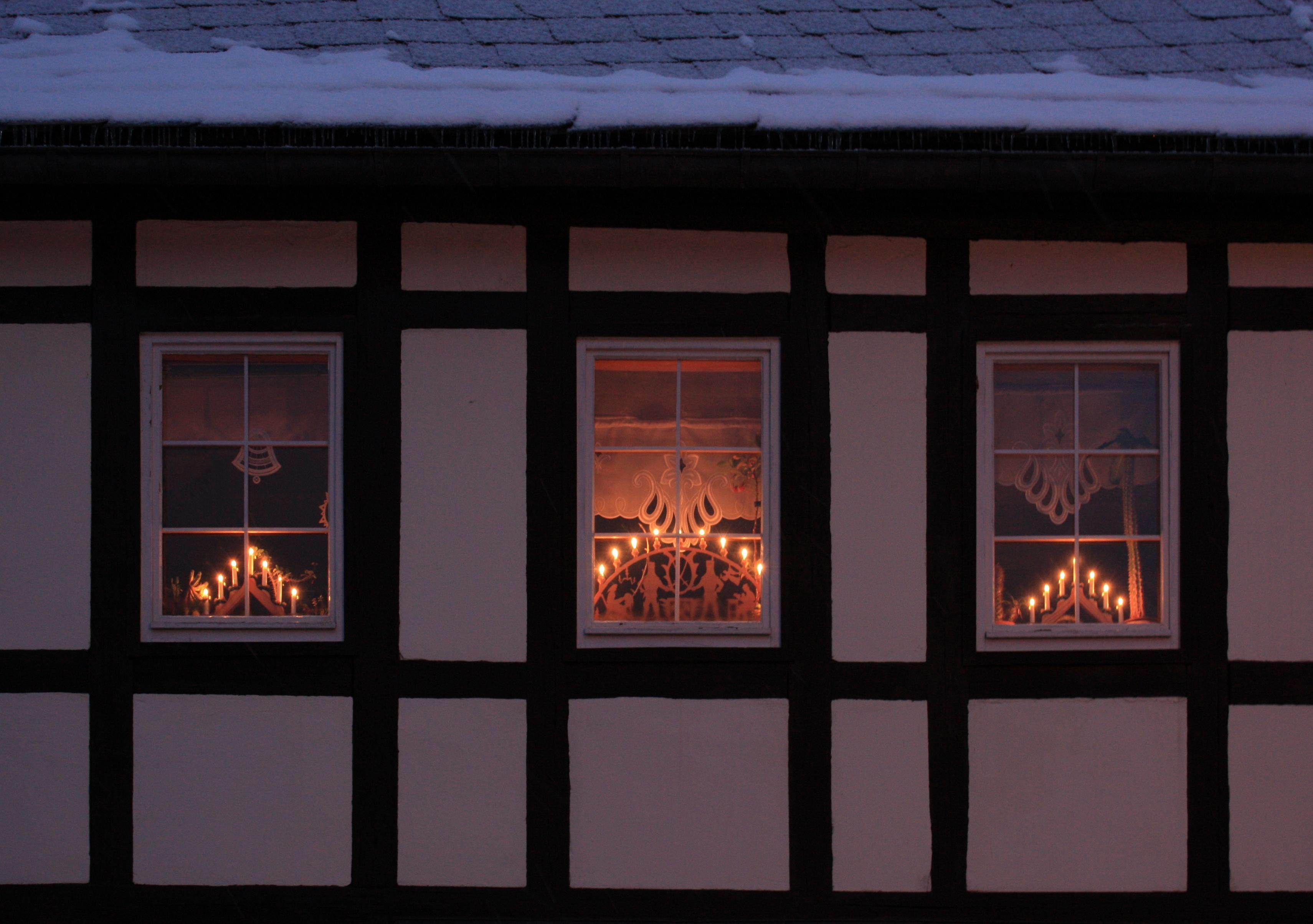
Schwibbogen im Fenster eines erzgebirgischen Wohnhauses

Entgegen der oft geäußerten Behauptung, die Form des Erzgebirgischen Schwibbogens symbolisiere das Mundloch eines Stollens, wurden ursprünglich im Halbrund der ersten bekannten Schwibbögen zunächst christliche Motive, dann Sonne, Mond und Sterne dargestellt. Wahrscheinlich sollte bei den ältesten Objekten der „Himmelsbogen“ oder das „Tor zum Paradies“ symbolisiert werden. Bis weit ins 20. Jahrhundert wurden Schwibbögen meist aus Metall gefertigt. Heute ist Holz als Werkstoff am weitesten verbreitet, und es häufen sich Darstellungen, die nur in einem sehr weiten Sinn mit Religion zu tun haben.
In moderner Deutung stehen die auf dem Bogen aufgesetzten Lichter für die Sehnsucht der Bergleute nach Tageslicht, das sie vor allem in den Wintermonaten oft über Wochen nicht zu Gesicht bekamen; zum Arbeitsbeginn am frühen Morgen war es noch dunkel, und nach dem Ende der Schicht am Abend war die Sonne bereits untergegangen.
Die Motive im Bogen spiegeln den Alltag der Bergleute und ihrer Familien wider. Eines der bekanntesten Motive, der sogenannte „Schwarzenberger Schwibbogen“, zeigt neben verschiedenen kleineren Symbolen zwei Bergleute, die ein Wappen mit den sächsischen Kurschwertern tragen, einen Schnitzer und eine Klöpplerin und verkörpert damit drei der Haupterwerbsquellen der erzgebirgischen Landbevölkerung des 18. und 19. Jahrhunderts. Weitere Varianten sind christliche Motive aus der Weihnachtsgeschichte oder der Wald und dessen Tiere. Ein weiteres bekanntes Motiv ist die Kirche des für seine Volkskunst bekannten Erzgebirgsdorfes Seiffen. Die Darstellung des Sündenfalls und der Vertreibung Adams und Evas aus dem Garten Eden, die sich durchweg auf den ältesten erhaltenen Schwibbögen des 18. Jahrhunderts findet, ist inzwischen nicht mehr gebräuchlich. Der 24. Dezember war der liturgische Gedenktag Adams und Evas im Kirchenjahr.
Vornehmlich zur Advents- und Weihnachtszeit werden die inzwischen überwiegend elektrisch beleuchteten Bögen seit Mitte des letzten Jahrhunderts in die Fenster vieler Häuser, auch weit außerhalb der Erzgebirgsregion, gestellt und finden als Großbögen auch im Außenbereich Verwendung. Der mit 25 m Breite derzeit größte freistehende Schwibbogen der Welt wurde 2012 in Johanngeorgenstadt aufgestellt.
Mit dem beleuchteten Schwibbogen im Fenster war eine weitere Symbolik verbunden: das Licht des Schwibbogens sollte den Bergleuten den sicheren Weg zurück ins Heim weisen.

## Geschichte
Der älteste bekannte Schwibbogen, datiert auf das Jahr 1740, entstand in Johanngeorgenstadt und besteht aus Metall. Erst 2003 wurde die Jahreszahl unter einer jüngeren Farbschicht entdeckt. Bis dahin wurde davon ausgegangen, dass sich der Bogen mit der Aufschrift „1778“ und „J. C. Teller“ in seiner ursprünglichen Bemalung befunden hatte. Weitere frühe Schwibbögen stammen von 1796 und um 1810.
Eines der bekanntesten Motive, mit Bergleuten, sächsischen Kurschwertern, Schnitzer und Klöpplerin, entstand 1937 im Rahmen der vom nationalsozialistischen Heimatwerk Sachsen und dem Schwarzenberger Fabrikanten Friedrich Emil Krauß initiierten „Feierohmd-Ausstellung“. Krauß hatte einen Wettbewerb für einen Schwibbogen für alle ausgelobt. Der von der Leipziger Illustratorin Paula Jordan eingereichte Entwurf wurde am ehesten dem Anspruch gerecht, die Elemente früherer Motive in einem Schwibbogen zu vereinen, und gewann den Wettbewerb. Nach ihrer Vorlage wurde von den Bergschmiedemeistern Max Adler und Curt Teller ein 7 × 4 Meter messender Schwibbogen für die Ausstellung gebaut und aufgestellt, der nach Ausstellungsende seinen Standort in Johanngeorgenstadt erhielt. Krauß ließ das Motiv noch 1937 als Warenzeichen schützen. Noch heute zählt dieser Schwibbogen zu den bekanntesten und am meisten verbreiteten Ausführungen.
Nach dem Zweiten Weltkrieg wurden die Schwibbögen zunehmend aus Holz gefertigt. Da die Nachfrage in der DDR größer als das Angebot war, wurden Schwibbögen oft als Laubsägearbeit nach dem Vorbild einer nachgezeichneten Vorlage (z. B. eines Blechschwibbogens) privat hergestellt.

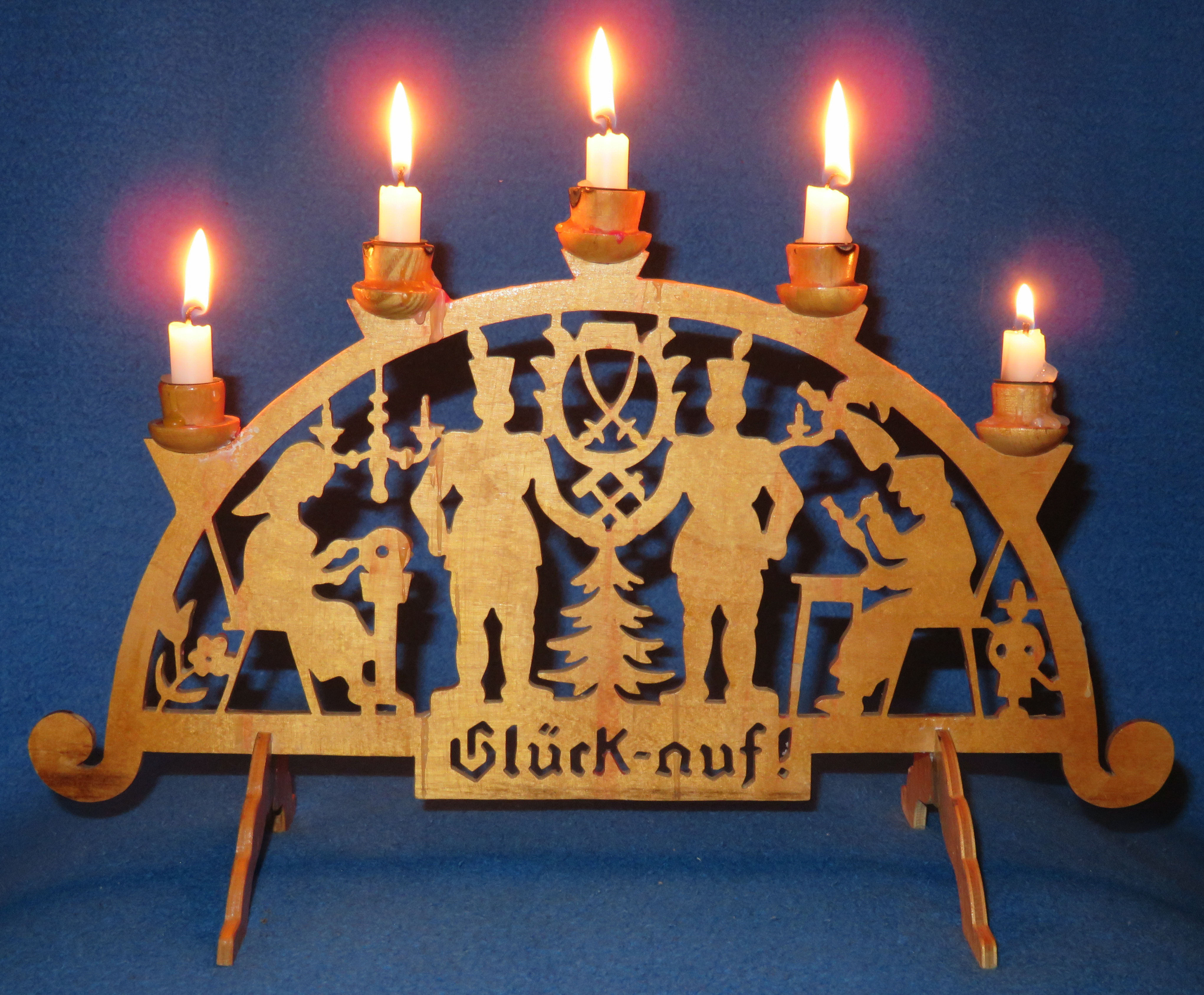
Schwibbogen in Anlehnung an das von Paula Jordan 1937 entworfene Motiv
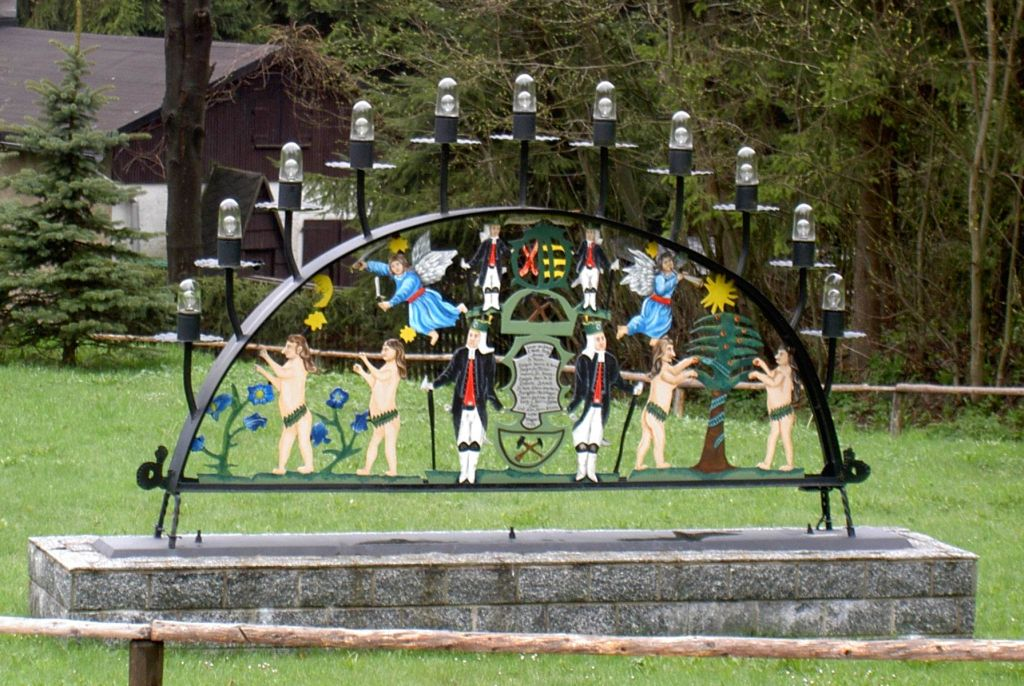
Erzgebirgischer Schwibbogen in Johanngeorgenstadt
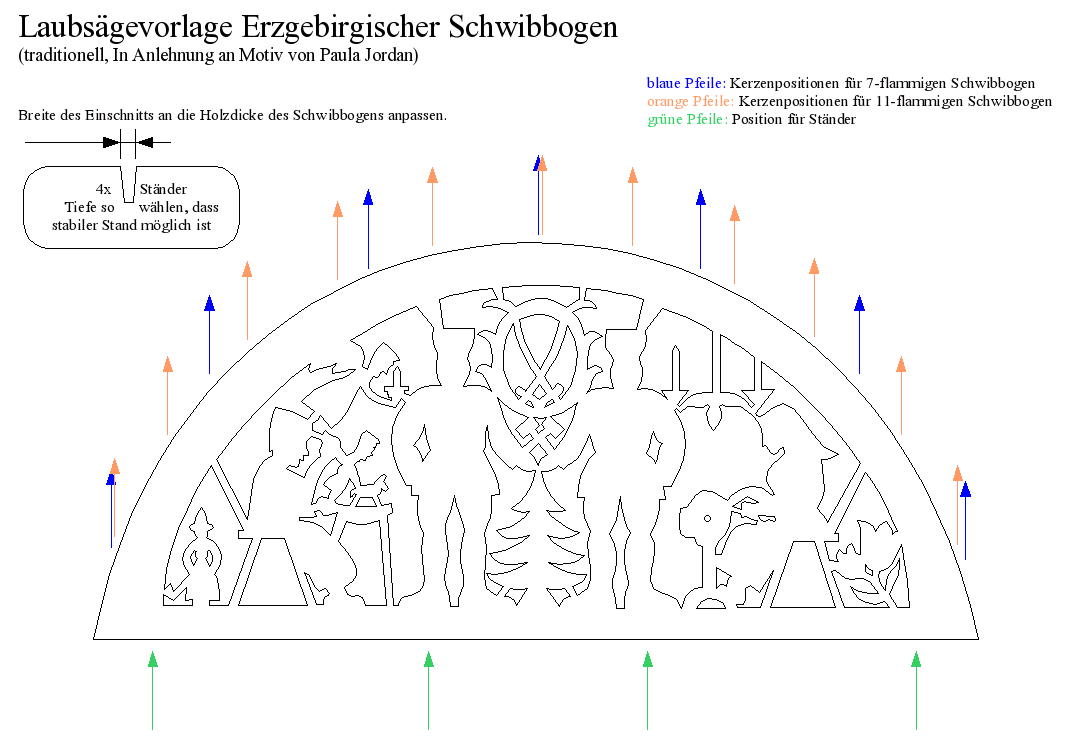
Laubsägevorlage eines erzgebirgischen Schwibbogens
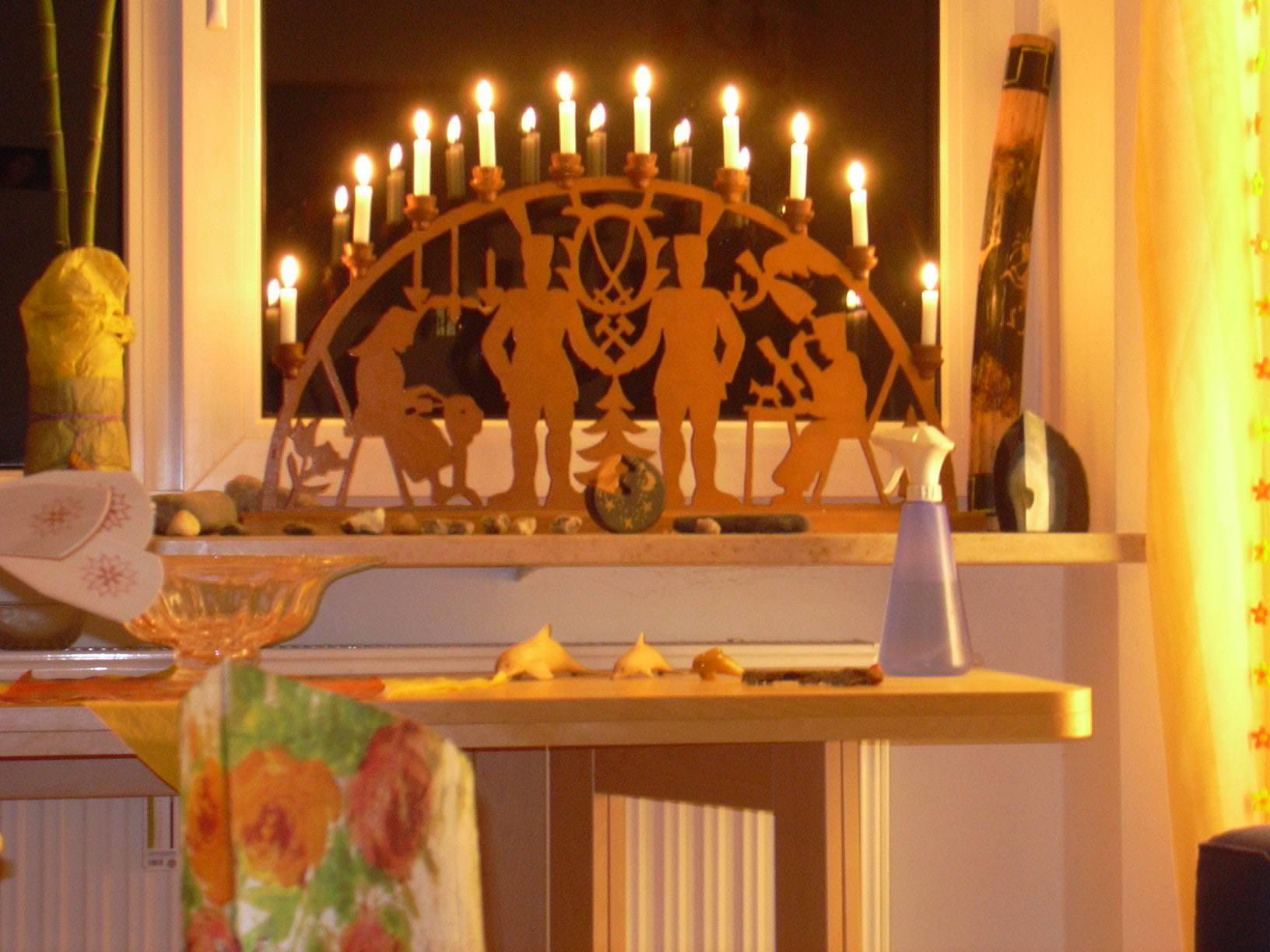
Als vorweihnachtliche Dekoration wird der Schwibbogen typischerweise auf Fensterbänken platziert

## Sonderformen und Sonderformate
Seit den 1990er Jahren bildeten sich Abweichungen von der traditionellen, halbrunden Form heraus. Die als Dreieck ausgeführte Bauart trägt die Bezeichnung Lichterspitze und zeigt häufig als Motiv Waldszenen, Forsthaus, Christkrippe, Nikolaus oder Sakralbauten wie die Dresdner Frauenkirche. Auch außerhalb vom Erzgebirge werden immer mehr Stadtsilhouetten als Motive genutzt. Als Neuheit seit 2010 finden sich Gotische Bögen. Diese Form versieht den Bogen mit einer ausgeprägten, mittigen Spitze im Stile eines gotischen Kirchenfensters und wird von den üblichen winterlich-weihnachtlichen Motiven geschmückt.

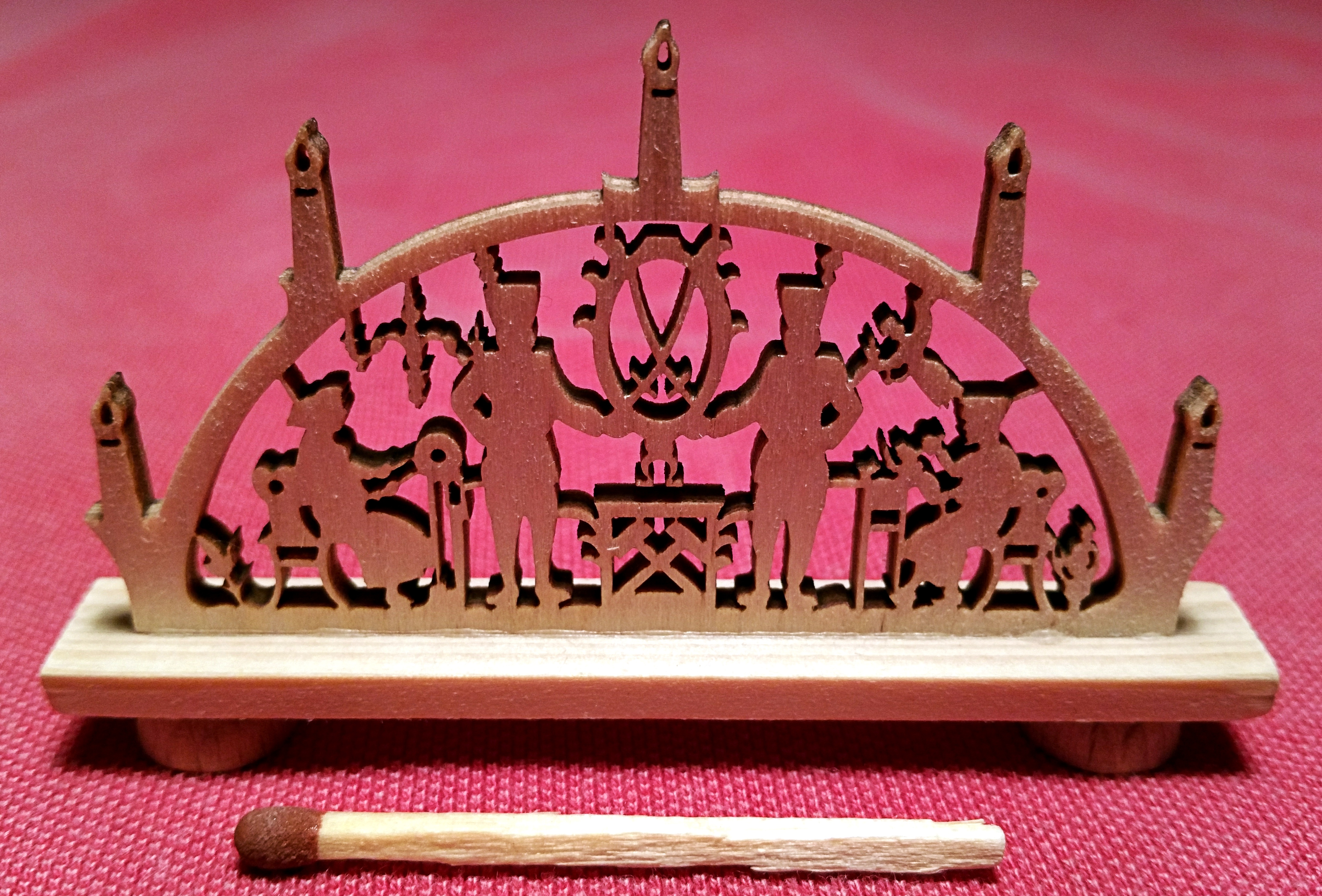
Miniatur-Schwibbogen, Breite: ca. 6 cm
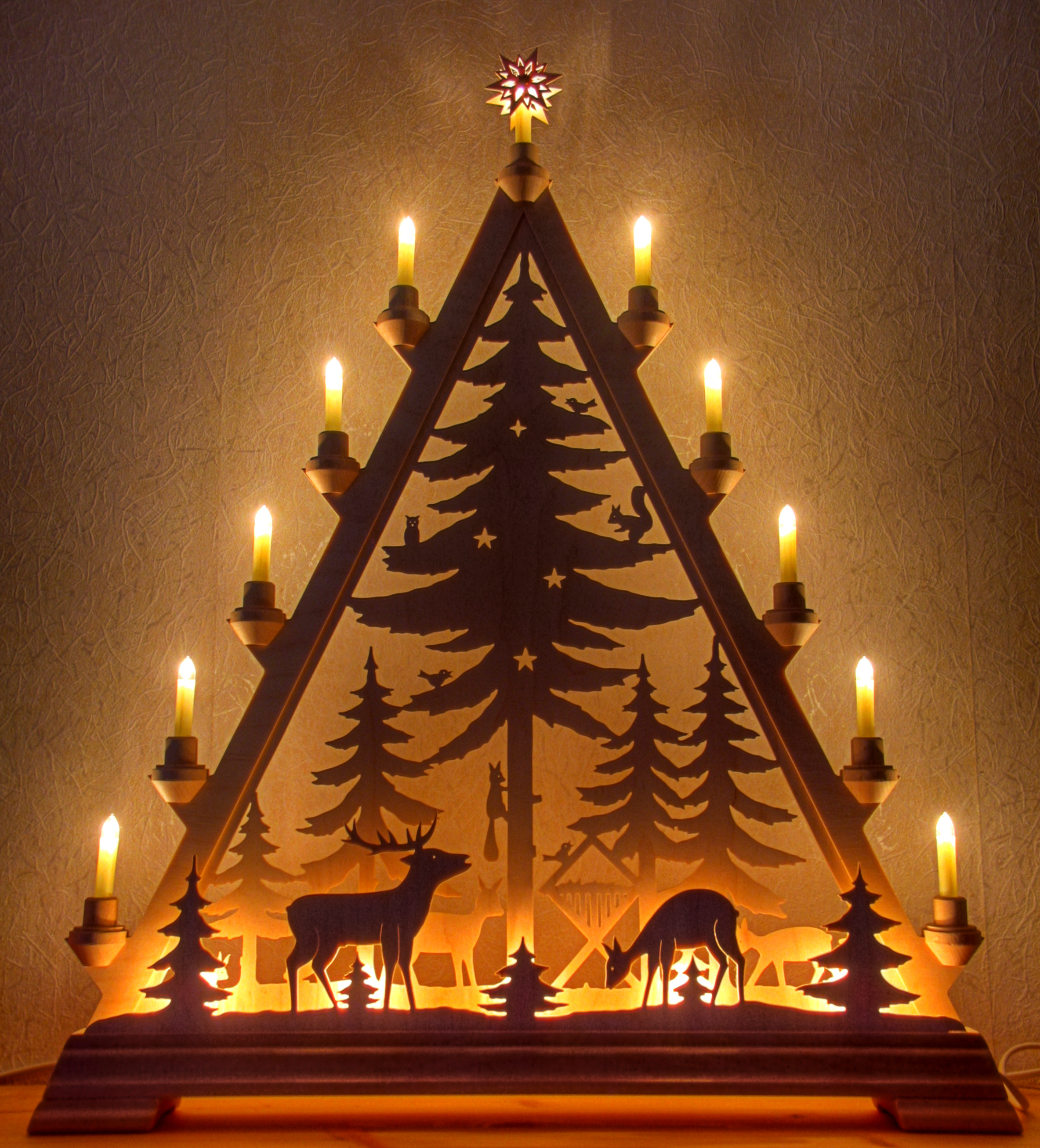
Dreieckige Lichterspitze aus Oberwiesenthal
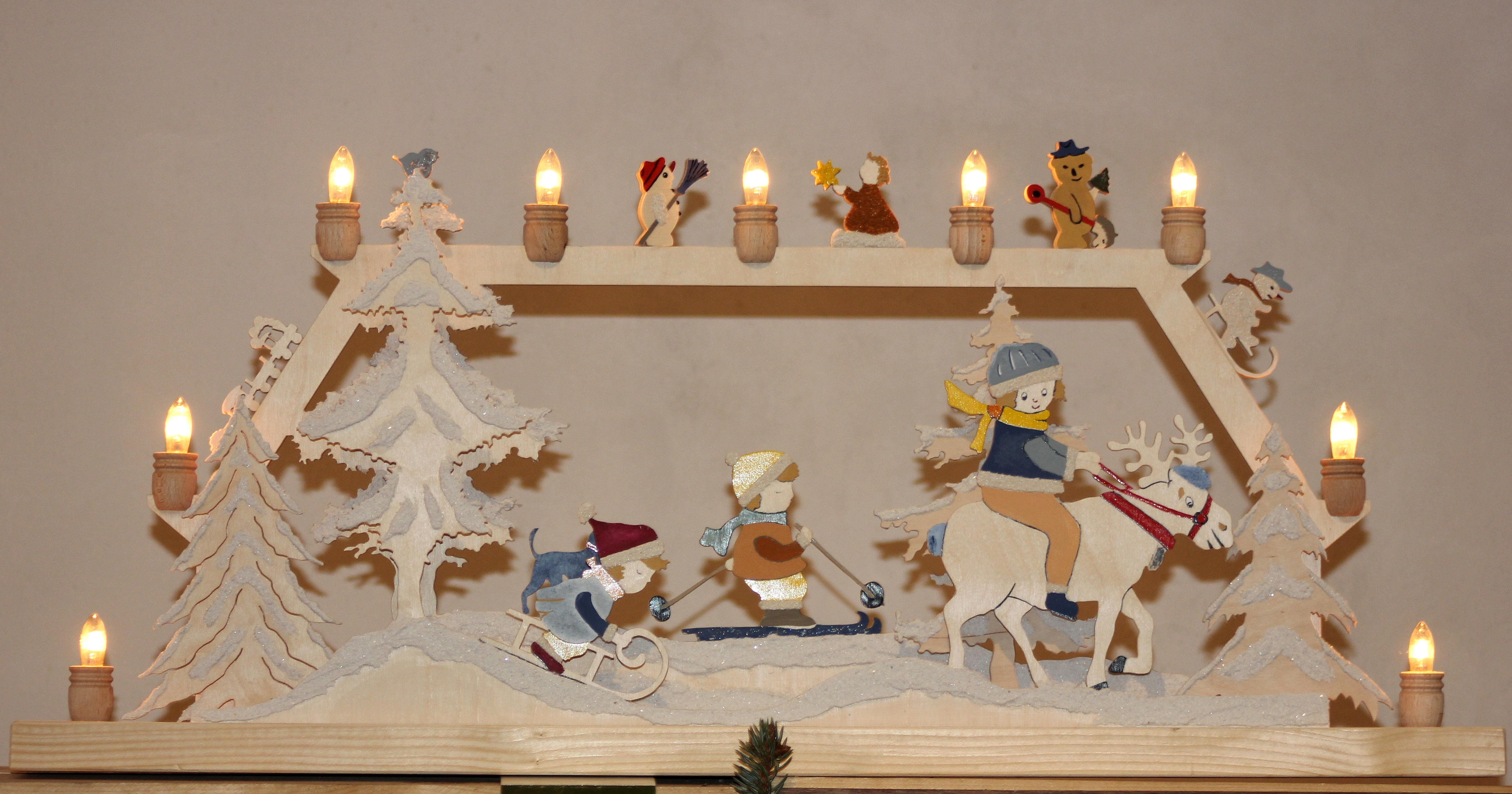
Trapezförmiger Schwib„bogen“ aus Stollberg
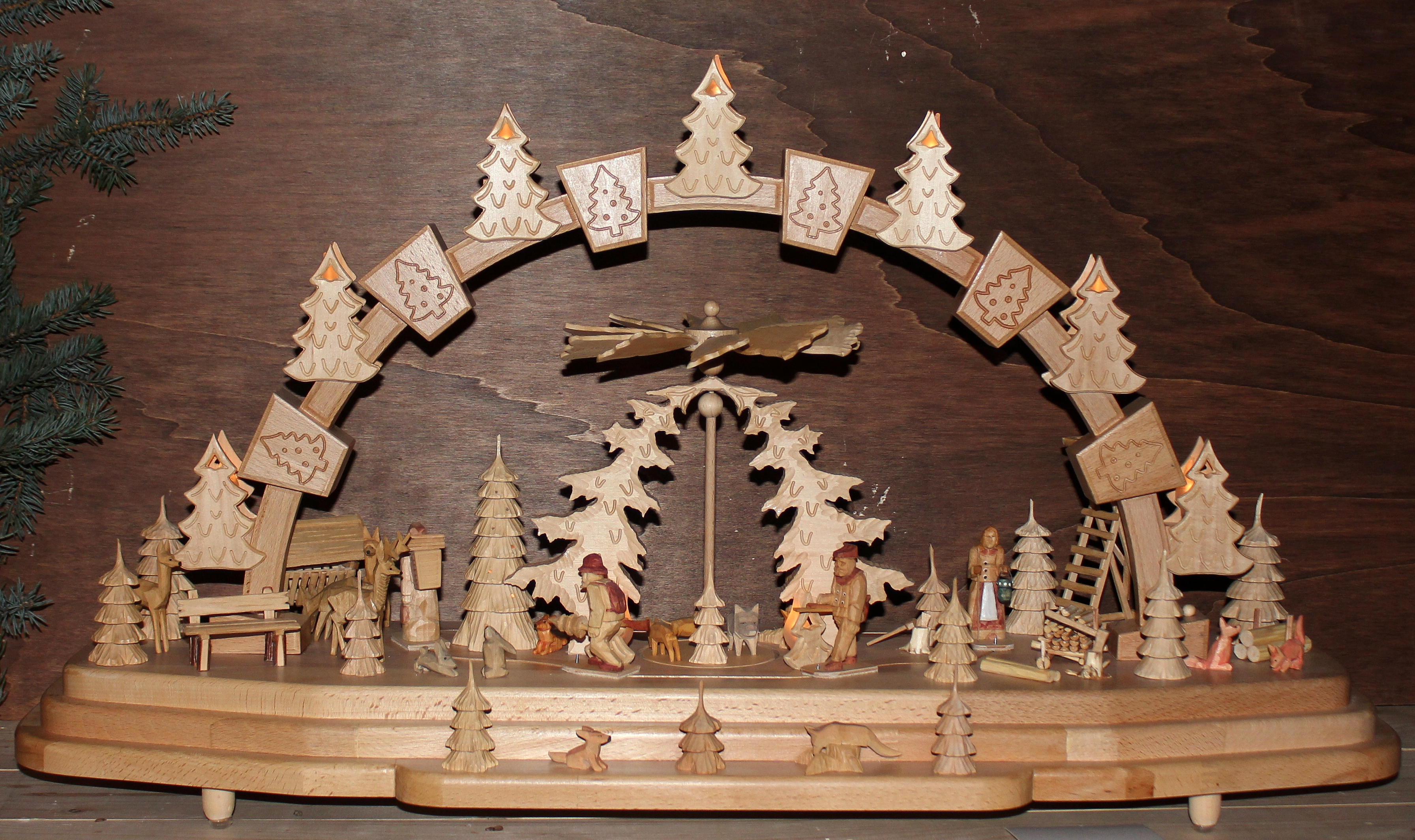
Gestaltungselemente auch außerhalb des Bogens. Schwibbogen aus Stollberg
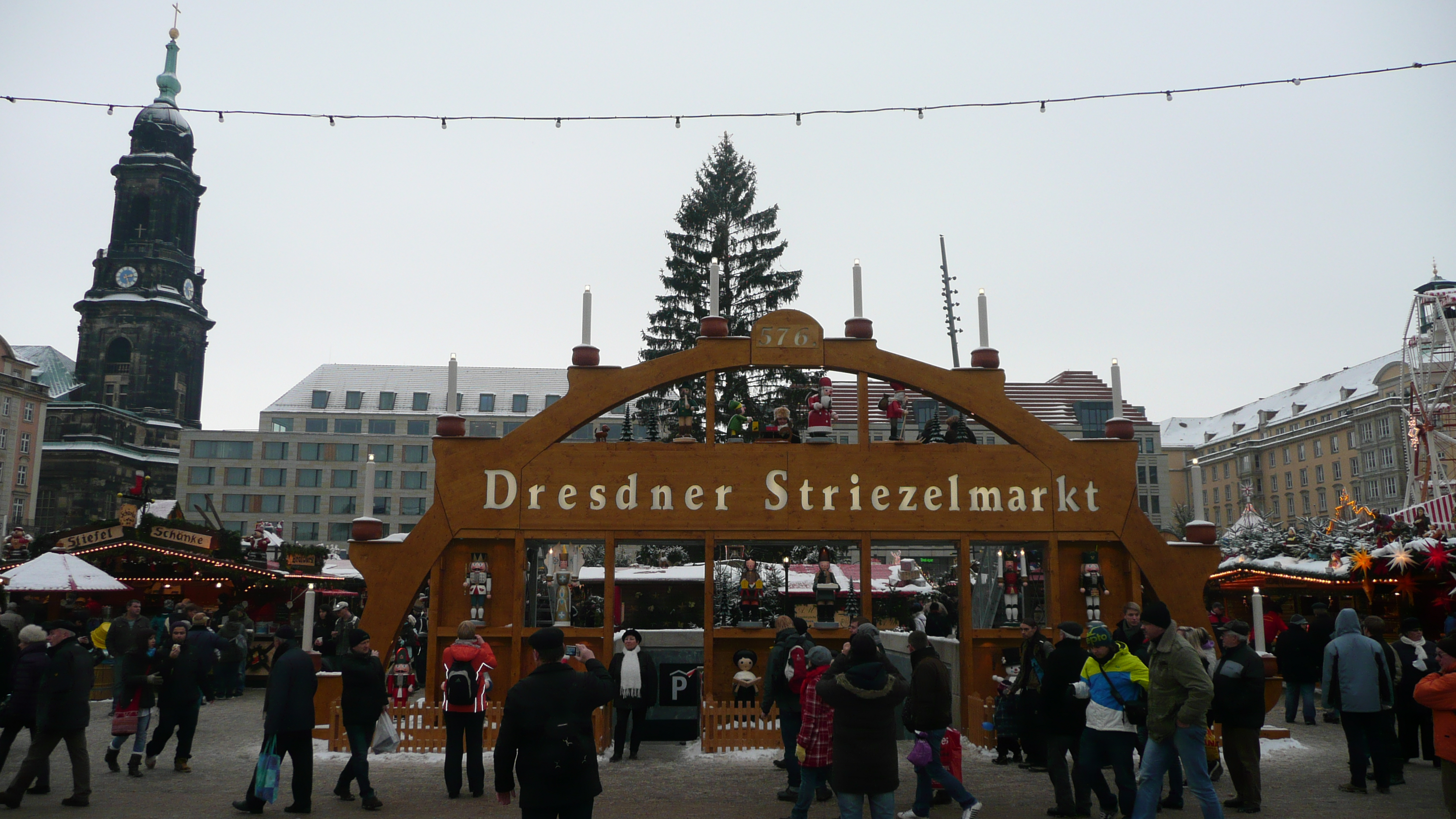
576. Dresdner Striezelmarkt mit größtem begehbaren Schwibbogen, 2010
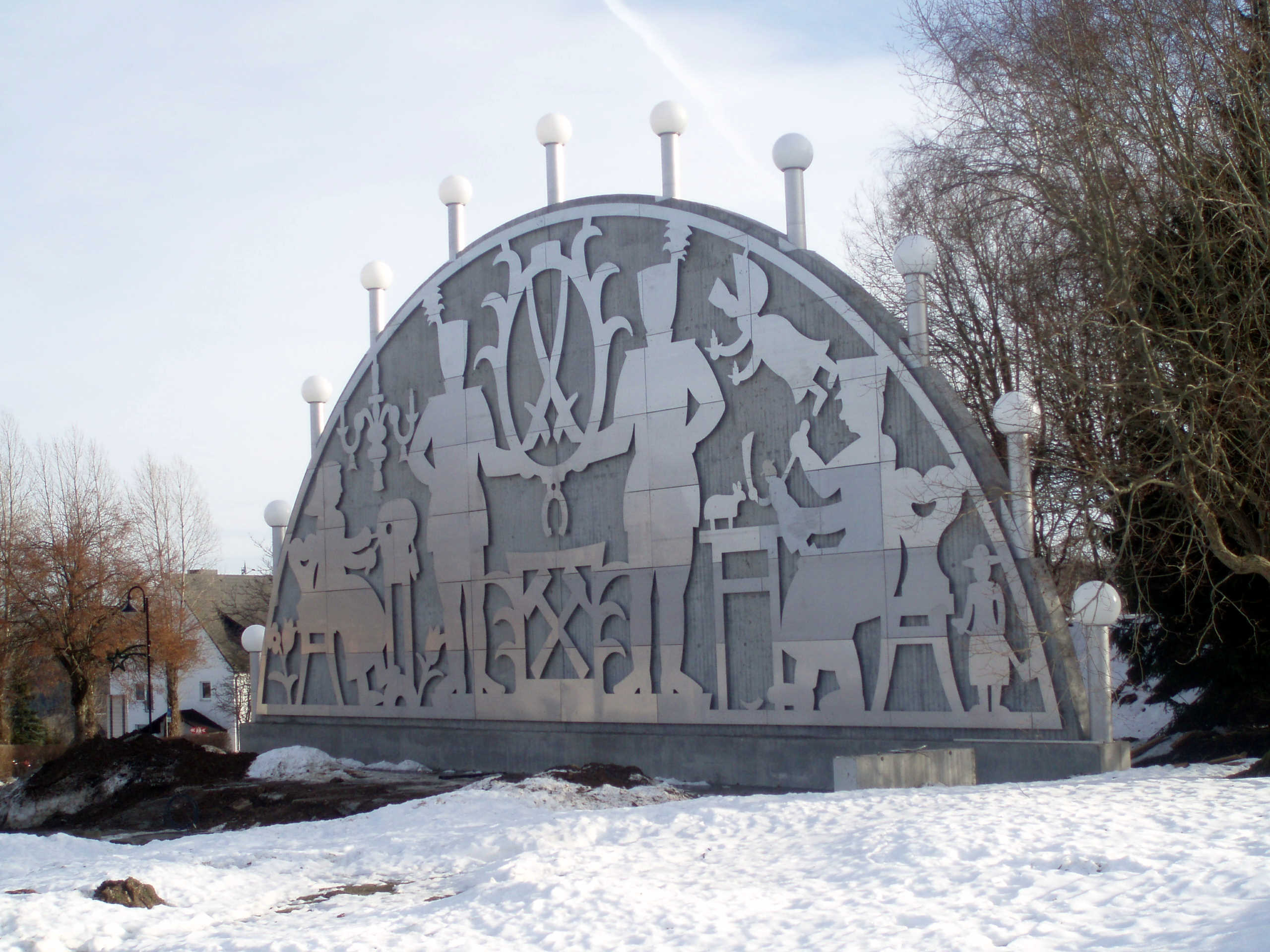
Weltgrößter freistehender Schwibbogen in Johanngeorgenstadt
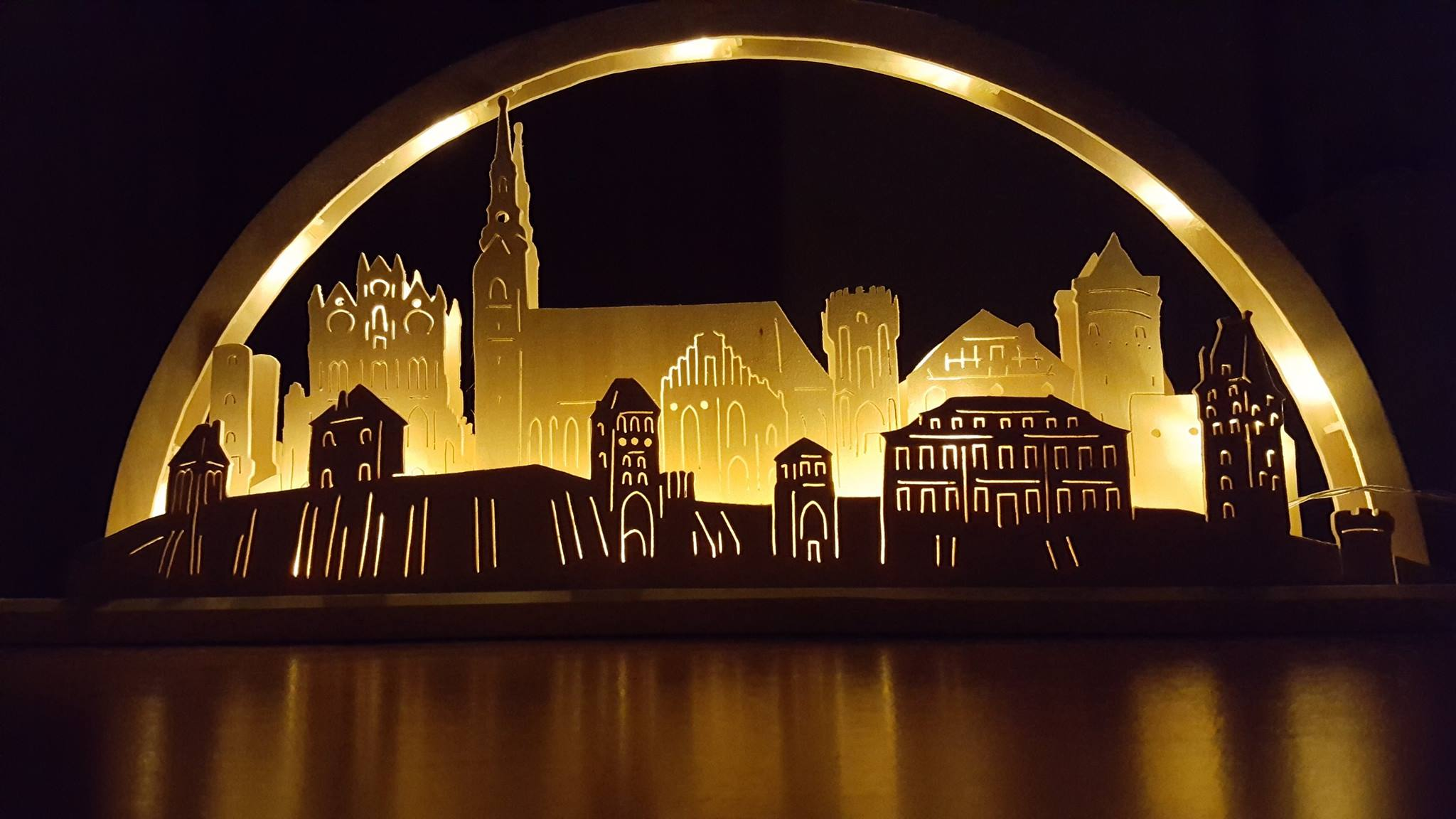
Zeitgenössischer Schwibbogen mit Silhouette der Hansestadt Tangermünde

## Rezeption
Der Soziologe Thorsten Mense stellte im Mai 2024 auf dem ersten Kongress des Leipziger Else-Frenkel-Brunswik-Instituts für Demokratieforschung in Sachsen fest, am traditionellen „Schwarzenberger Schwibbogen“ mit Bergleuten und Klöpplerin zeige sich die „repressive Harmonie“ des sächsischen Nationalismus. Holzschnittartige Geschlechterbilder und NS-Geschichte seien notwendiger und unterdrückter Anteil jenes Kulturguts, das als Symbol der Hoffnung und Zuversicht gelte. Der Historiker Jörg Brückner verwies daraufhin im Dezember 2024 darauf, dass der Schwibbogen zeitgenössisch 1936 als Teil der „blut- und bogengebundene[n] Volkskunst“ bezeichnet wurde. Die im „Schwarzenberger Schwibbogen“ enthaltenen Kurschwerter waren durch staatliche Verordnung 1937 zum Wert- und Werbezeichen für Sachsen bestimmt worden und dieses durfte einzig durch das staatsnahe Heimatwerk Sachsen verwendet werden. Dessen Vorsitzender, der Schwarzenberger Fabrikant Friedrich Emil Krauß, war u. a. Kreiskulturwart der NSDAP und SA-Obertruppenführer.